# Salvarani (ciclismo)
La Salvarani fu una squadra maschile italiana di ciclismo su strada, attiva tra i professionisti fra il 1963 e il 1972.  Per dieci stagioni prese parte alle più importanti corse del circuito internazionale di ciclismo, su strada, pista e nel ciclocross.
Vinse tre volte il Giro d'Italia, nel 1965 con Vittorio Adorni, nel 1967 e 1969 con Felice Gimondi, una volta il Tour de France e la Vuelta a España, rispettivamente nel 1965 e nel 1968, sempre con Gimondi. Nel palmarès della squadra figurano anche quattro classiche monumento, Giro di Lombardia e Parigi-Roubaix (nel 1966 con Gimondi), Giro delle Fiandre (nel 1967 con Dino Zandegù) e Milano-Sanremo (Rudi Altig nel 1968), e quindici titoli nazionali tra strada, cross e pista.

## Storia

### 1962-1964: la nascita e i primi successi
Dopo lo scioglimento della Ghigi, gloriosa squadra ciclistica attiva fino a fine 1962, l'Emilia Romagna non aveva più una squadra di alto livello internazionale. L'azienda Salvarani Cucine di Baganzola, cercando di incrementare il proprio programma pubblicitario, mira dunque al ciclismo per la propria sponsorizzazione sportiva. Così, richiamando, tra gli altri, i tanti atleti e dirigenti della Ghigi rimasti senza contratto, tra cui il direttore sportivo Luciano Pezzi e i ciclisti Arnaldo Pambianco (vincitore del Giro d'Italia 1961), Diego Ronchini (campione italiano 1959) e Livio Trapè (campione olimpico nella cronosquadre a Roma 1960), Renzo Salvarani, presidente e fondatore dell'azienda, dà vita alla squadra ciclistica. Il 26 novembre 1962 nasce il Gruppo Sportivo Salvarani.
Nella prima stagione arriva subito un successo importante nel Giro di Sardegna con Arnaldo Pambianco. Tale vittoria viene bissata l'anno seguente dal parmigiano Vittorio Adorni, arrivato all'inizio del 1964 nella squadra di Baganzola insieme al Campione del mondo 1958 Ercole Baldini e al forte abruzzese Vito Taccone. La stagione 1964 inizia subito con la vittoria ai campionati del mondo di ciclocross in Belgio del già campione italiano Renato Longo, titolo riconfermato anche l'anno seguente a Cavaria in provincia di Varese (come pure i titoli nazionali).

### 1965: la doppietta Giro-Tour con Adorni e Gimondi

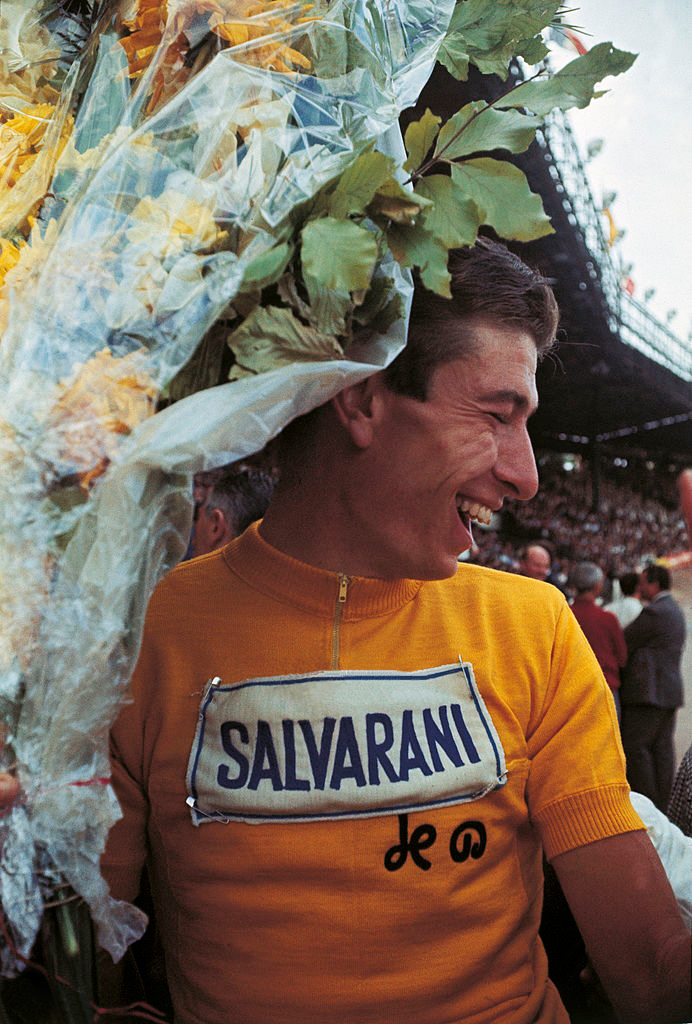
Al Parco dei Principi Felice Gimondi festeggia la vittoria del Tour de France 1965

Nel 1965 arriva tra le file della Salvarani il giovane, ma già affermato, bergamasco Felice Gimondi. Il primo successo di rilievo in stagione è opera di Adorni, che si aggiudica il Tour de Romandie. Ma è solo l'antipasto del capolavoro del ciclista parmense: Adorni conquista infatti il Giro d'Italia con il distacco più ampio sul secondo (11'26" su Italo Zilioli) dai tempi di Fausto Coppi, coronando il trionfo con le vittorie nella cronometro di Catania e nella tappa di Madesimo. E inoltre Gimondi è terzo e Vito Taccone sesto. L'altra impresa della stagione 1965 viene compiuta proprio da Gimondi, che si porta a casa la maglia gialla finale del Tour de France; il bergamasco veste il simbolo del primato già dalla terza tappa riuscendo a mantenerlo sulle spalle fino alla vittoriosa cronometro finale di Parigi. Un'accoppiata "giallo/rosa" che rimarrà scolpita nella storia della società parmense. La stagione si concluderà poi con la vittoria di Vito Taccone nella classica autunnale Milano-Torino.

### 1966: Gimondi re delle classiche e il Giro "in casa"
Dopo che Adorni fa suo il Giro del Belgio di quell'anno, e che il solito Longo nel ciclocross e la squadra su strada, diventano tricolori, Gimondi si rivela corridore vincente anche nelle classiche in linea vincendo la Parigi-Roubaix e la Parigi-Bruxelles in otto giorni. Successi importanti prima di un Giro d'Italia speciale per la Salvarani: nel percorso di quel Giro viene infatti inserita una tappa a cronometro, con partenza e arrivo negli stabilimenti dell'azienda a Baganzola. La decisione è del patron del Giro Vincenzo Torriani, deciso in tal modo a convincere i fratelli Salvarani a portare Gimondi alla "Corsa rosa". Quel giorno (30 maggio 1966) è Vittorio Adorni, padrone di casa fra tifosi festanti, ad aggiudicarsi tappa e maglia; concluderà però quel Giro, vinto da Gianni Motta, in settima posizione, mentre Gimondi quinto.
Altri successi arrivano per Adriano Durante nella Milano-Vignola e ancora per Gimondi con le coppe Placci e Agostoni e con l'importante affermazione nella classica autunnale del Giro di Lombardia, grazie anche all'aiuto di Adorni. Ma l'inevitabile dualismo interno Adorni-Gimondi, seppur redditizio per risultati, porta Adorni allo scioglimento del contratto al termine di quella stagione, a favore di un'altra squadra parmigiana (e commercialmente concorrente), la Salamini elettrodomestici.

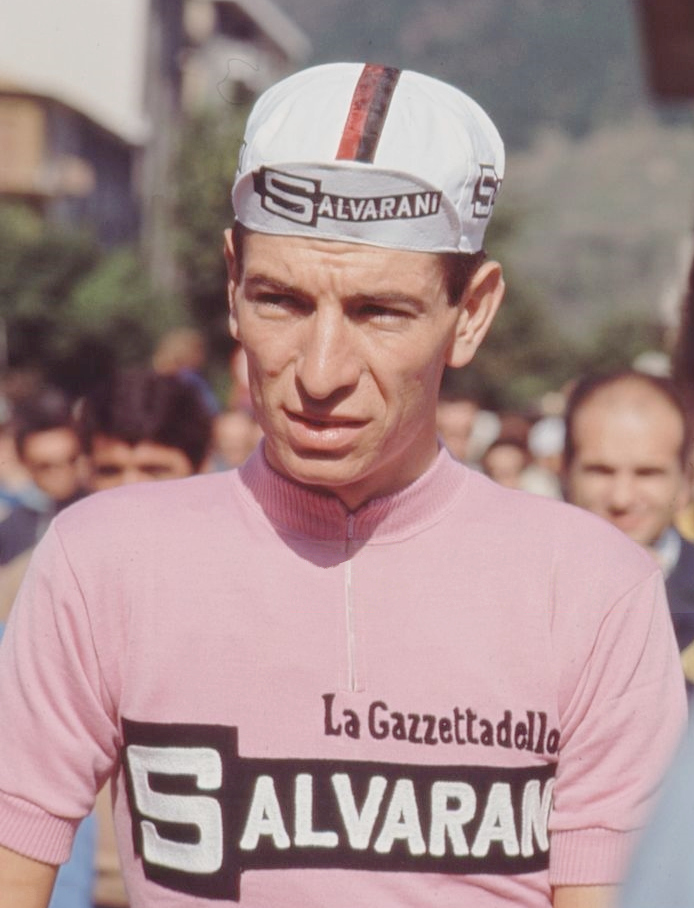
Gimondi in maglia rosa Salvarani al Giro d'Italia 1967

### 1967-1968: a Gimondi il Giro e la Vuelta
La partenza di Adorni è sopperita in parte dagli arrivi del velocista padovano Dino Zandegù, che vincerà Giro delle Fiandre, Giro di Campania e Trofeo Matteotti, e del torinese Italo Zilioli. I primi successi stagionali li fornisce invece come sempre il crossista Renato Longo, ancora tricolore e mondiale. Gimondi fa suo per la prima volta il Giro d'Italia prevalendo sul rivale Jacques Anquetil grazie a una grande tappa all'Aprica, ma fallisce al Tour de France, ove, pur vincendo due tappe, si classifica solo settimo. Nella Coppa del mondo a squadre, con il secondo posto di Gimondi al Giro di Lombardia, la Salvarani si laurea società Campione del mondo davanti alle formazioni francesi Pelforth e Peugeot.
Arrivano i primi stranieri nella squadra, sono i tedeschi Rudi Altig, già campione del mondo 1966, e Wilfried Peffgen. Altig in primavera trionfa nella Milano-Sanremo, primo tedesco a riuscirvi, mentre Renato Longo si conferma tricolore nel ciclocross. La squadra decide di partecipare alla Vuelta a España, dominandola e, con Gimondi, aggiudicandosela. Al Giro d'Italia lo stesso Gimondi sale sul podio, terzo, dietro a Eddy Merckx e all'ex Vittorio Adorni, entrambi della Faema, ma non viene quindi convocato in Nazionale per partecipare ad un abbordabile Tour de France, quell'anno vinto da Jan Janssen. Gimondi fa invece sua la maglia tricolore e arriva sesto ai campionati mondiali vinti a Imola da Adorni.

### 1969: Gimondi trionfa al Tour de Romandie e riconquista il Giro d'Italia
Dopo la riconferma dell'instancabile Renato Longo al titolo nazionale, la squadra incassa grosse delusioni dalle prime gare della stagione. La prima gioia arriva da Gimondi, che vince il Tour de Romandie, corsa preparatoria per il Giro d'Italia. La "Corsa rosa" viene inizialmente dominata da Eddy Merckx, ma il "Cannibale" verrà allontanato dalla competizione per positività alla fencamfamina, aprendo così la strada a Gimondi: il campione di Sedrina, tenendo a distanza i diretti rivali Claudio Michelotto e l'ex Italo Zilioli, riconquista così il Giro. Al Tour de France arriva invece la rivincita di Merckx che rifila 17 minuti al secondo, il francese Roger Pingeon, e quasi mezz'ora a Gimondi, terzo.

### 1970: esplode Merckx e la Salvarani fatica nelle grandi corse

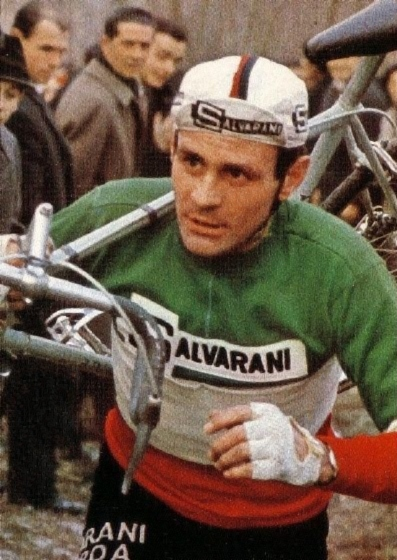
Renato Longo in maglia tricolore di ciclocross

Per contrastare l'egemonia del "Cannibale" Merckx, la società mette sotto contratto Gianni Motta, vincitore del Giro 1966, e il belga Walter Godefroot. La garanzia Longo continua a fare incetta di titoli nazionali nel ciclocross, mentre il parmigiano Ercole Gualazzini vince il Tour d'Indre-et-Loire. Il 15 aprile, alla vigilia del Giro d'Italia, però, come un fulmine a ciel sereno, la squadra piange la tragica scomparsa di uno dei fratelli Salvarani: in un incidente stradale perde infatti la vita Luigi, anima dell'azienda e del Gruppo Sportivo.
Al Giro Motta non può gareggiare a causa di un'operazione chirurgica alla gamba sinistra (soffriva di schiacciamento dell'arteria iliaca), e lascia così un più facile trionfo rosa a Merckx su un ottimo Gimondi, secondo a pochi minuti. Il belga trionfa anche al Tour de France (mancano sia Motta che Gimondi), emulando i soli, a quel tempo, capaci della doppietta Giro-Tour, e cioè Coppi e Anquetil. Le affermazioni della squadra parmense in quella stagione arrivano comunque grazie a Motta, primo in settembre alla Tre Valli Varesine e al Giro dell'Appennino, ma anche a Roberto Poggiali al Giro di Svizzera e al belga Antoon Houbrechts, vincitore alla Tirreno-Adriatico. Al Giro di Lombardia invece Gimondi e Motta occupano i gradini più bassi del podio, battuti da Franco Bitossi.

### 1971: a Motta il Romandie e a Gimondi il Piemonte
La tribolata stagione del 1970 non avvilisce la società di Baganzola che mette sotto contratto il forte belga Guido Reybrouck e ingaggia come nuovo dirigente, al posto di Luciano Pezzi, l'ex campione Vittorio Adorni. Renato Longo conquista il suo ultimo titolo tricolore ciclocross in Salvarani: in tutto sono 8 (più 3 titoli mondiali); altri titoli nazionali arrivano dalla pista con Gianni Motta (nell'omnium indoor) e con Pietro Guerra (nell'inseguimento). Motta si ripete poi nel più importante Tour de Romandie. Al Giro d'Italia la squadra vince il cronoprologo, ma Gimondi conclude solo settimo, davanti a Houbrechts, ottavo.
Al Tour de France il bergamasco non c'è, la squadra fa invece affidamento su Motta; questi però cade nell'undicesima tappa, quando era quarto in classifica, fratturandosi il polso e dovendosi ritirare. Quella Grande Boucle andrà ancora a Merckx. In stagione Reybrouck si aggiudica il Tour de la Nouvelle-France in Canada; a Motta vanno invece il Giro della Provincia di Reggio Calabria e il Giro dell'Emilia, mentre Gimondi fa suo il Giro del Piemonte e Virginio Levati conquista la Coppa Bernocchi.

### 1972: Gimondi tricolore e Basso iridato, prima dell'addio
Salutati Motta e Zandegù, la squadra si presenta con un velocista d'eccezione, Marino Basso, che regala titoli nazionali su pista (insieme a Pietro Guerra) oltre ai successi nel Giro di Sardegna e nella Coppa Bernocchi. Dopo un Giro d'Italia senza acuti e un Tour de France con Gimondi chiuso dietro a Merckx ma comunque secondo, è Marino Basso a dare alla squadra l'unico alloro che mancava, il titolo mondiale individuale su strada.
Uno sprint rimasto negli annali, quello di Gap, con Basso che supera sulla linea del traguardo un altro azzurro, lo sfinito Franco Bitossi, bruciando il francese Cyrille Guimard, poi terzo, e Merckx, quarto. La stagione si avvia verso la fine, e la società ha già da tempo annunciato il proprio ritiro dalle corse. Le ultime vittorie della Salvarani sono di Gimondi, nel Giro di Catalogna, e di Reybrouck, riconfermatosi al Tour de la Nouvelle-France. Il sodalizio in chiusura lascia in eredità una maglia tricolore e una maglia iridata. Raccoglierà il testimone la Bianchi-Campagnolo, diretta da Vittorio Adorni con l'ausilio di un giovane Giancarlo Ferretti.

## Cronistoria

### Annuario
| Anno | Codice | Nome      | Cat. | Biciclette      | Dirigenza                                         |
| ---- | ------ | --------- | ---- | --------------- | ------------------------------------------------- |
| 1963 | -      | Salvarani | Pro  | Magni (Chiorda) | Dir. sportivi: Luciano Pezzi                      |
| 1964 | -      | Salvarani | Pro  | Magni (Chiorda) | Dir. sportivi: Luciano Pezzi                      |
| 1965 | -      | Salvarani | Pro  | Magni (Chiorda) | Dir. sportivi: Luciano Pezzi                      |
| 1966 | -      | Salvarani | Pro  | Magni (Chiorda) | Dir. sportivi: Luciano Pezzi                      |
| 1967 | -      | Salvarani | Pro  | Bianchi         | Dir. sportivi: Luciano Pezzi, Giuseppe De Grandi  |
| 1968 | -      | Salvarani | Pro  | Bianchi         | Dir. sportivi: Luciano Pezzi, Giuseppe De Grandi  |
| 1969 | -      | Salvarani | Pro  | Chiorda         | Dir. sportivi: Luciano Pezzi, Arnaldo Pambianco   |
| 1970 | -      | Salvarani | Pro  | Chiorda         | Dir. sportivi: Luciano Pezzi, Arnaldo Pambianco   |
| 1971 | -      | Salvarani | Pro  | Chiorda         | Dir. sportivi: Vittorio Adorni, Arnaldo Pambianco |
| 1972 | -      | Salvarani | Pro  | Chiorda         | Dir. sportivi: Vittorio Adorni, Arnaldo Pambianco |

## Palmarès

### Grandi Giri
- Giro d'Italia

Partecipazioni: 10 (1963, 1964, 1965, 1966, 1967, 1968, 1969, 1970, 1971, 1972)
Vittorie di tappa: 23
1963: 2 (Franco Magnani, Arnaldo Pambianco)
1964: 3 (2 Vittorio Adorni, Vito Taccone)
1965: 3 (3 Vittorio Adorni)
1966: 2 (Vittorio Adorni, Felice Gimondi)
1967: 3 (2 Dino Zandegù, Felice Gimondi)
1968: 2 (Felice Gimondi, Luciano Dalla Bona)
1970: 2 (Walter Godefroot, Dino Zandegù)
1971: 4 (Gualazzini, 2 Gimondi, Zandegù)
1972: 2 (Marino Basso, Italo Zilioli)
Vittorie finali: 3
1965 (Vittorio Adorni)
1967 (Felice Gimondi)
1969 (Felice Gimondi)
Altre classifiche: 1
1967: Punti (Dino Zandegù)
- Tour de France

Partecipazioni: 6 (1964, 1965, 1969, 1970, 1971, 1972)
Vittorie di tappa: 12
1965: 3 (3 Felice Gimondi)
1967: 2 (2 Felice Gimondi)
1969: 2 (Rudi Altig, Felice Gimondi)
1970: 3 (2 Walter Godefroot, Primo Mori)
1971: 1 (Pietro Guerra)
1972: 1 (Ercole Gualazzini)
Vittorie finali: 1
1965 (Felice Gimondi)
Altre classifiche: 2
1965: Combattività (Felice Gimondi)
1970: Punti (Walter Godefroot)
- Vuelta a España

Partecipazioni: 2 (1964, 1968)
Vittorie di tappa: 6
1968: 6 (De Prà, 2 Altig, Guerra, Peffgen, Gimondi)
Vittorie finali: 1
1968 (Felice Gimondi)
Altre classifiche: 0

### Classiche monumento
- Milano-Sanremo: 1

1968 (Rudi Altig)
- Giro delle Fiandre: 1

1967 (Dino Zandegù)
- Parigi-Roubaix: 1

1966 (Felice Gimondi)
- Giro di Lombardia: 1

1966 (Felice Gimondi)

### Campionati nazionali
Strada
- Campionati italiani: 3

In linea: 1968, 1972 (Felice Gimondi)
Campionato italiano a squadre
Ciclocross
- Campionati italiani: 8

1964, 1965, 1966, 1967, 1968, 1969, 1970, 1971 (Renato Longo)
Pista
- Campionati italiani: 4

Omnium: 1971 (Gianni Motta)
Omnium: 1972 (Marino Basso)
Inseguimento: 1971, 1972 (Pietro Guerra)